# 谢非
谢非（1932年11月4日—1999年10月27日），汉族，广东省陆丰县河口镇（现陆河县境内）客家人，中国共产党、中华人民共和国政治人物，原副国级领导人。1949年7月加入中国共产党，曾担任中共中央政治局委員、中共广东省委书记、第九届全国人民代表大会常务委员会副委員長等职务。1999年10月27日，在广州逝世。

## 生平
1932年11月4日谢非出生在广东省汕尾市陆河县河口镇对门村，曾用名“谢国香”，1947年即参加当地中共秘密活动，1949年7月加入中国共产党。1955年，谢非出任陆丰县委常委、宣传部长，後來升为县委书记。1960年，谢非调到广东省委主办的《上游》杂志社任编辑，其後历任中共中南局政策研究室研究员、广东省革命委员会政工组政工办公室副主任、广东省科教政治部副主任、广东省文教办公室副主任等职。
1976年後，谢非任《红旗》杂志社三人领导小组成员，1979年任中共广东省委副秘书长兼办公厅主任，1983年升任秘书长、党校校长，同时是广东省委1985年取消第一书记前的数名书记之一（1985年7月改称省委副书记）:156。1986年，谢非改任中共广州市委书记，1991年任中共广东省委书记。1992年至1999年任中共中央政治局委員、廣東省委書記。1998年3月，第九届全国人大第一次会议上，他当选全国人民代表大会常务委员会副委员长。
1999年10月27日14時50分在廣州病逝，享年66歲，而谢非在逝世前26天（1999年10月1日）仍抱病赴北京出席首都各界庆祝中华人民共和国成立50周年大会（前一晚亦出席了国庆招待会）。
谢非是中共第十二屆中央候補委員，第十三、十四、十五屆中央委員，第十四、十五屆中央政治局委員。